# Акбакайський рудник
Акбакайський рудник – сукупність виробничих майданчиків на півдні Казахстану, які утворюють комплекс з видобутку золота.
Акбакайський гірничо-збагачувальний комбінат (ГЗК) ввели в дію в 1975 році з метою розробки родовищ Акбакайського рудного поля. Відомо, що створений тут виробничий кластер міг переробляти 220 тисяч тон руди на рік.
Не пізніше 2011-го комплекс потрапив під контроль компанії «Алтиналмас» та став її Акбакайською філією (Акбакайський ГЗК продовжив існувати як дочірня компанія «Алтиналмас», проте станом на середину 2010-х контролював лише гірничий дозвіл на розвідку родовища Кенжем). Розпочаті інвестиції дозволили у 2012 році ввести в дію реконструйовану та модернізовану фабрику з вилучення золота, що дало можливість приймати на переробку до 1 млн тон руди на рік (за іншими даними, потужність нової фабрики становила 0,85 млн тон). Технологія переробки руди передбачає застосування цианідного вилужнювання та прямого вилужнювання. Оскільки виробничий майданчик знаходиться в пустелі, джерелом технологічної води виступає підземне Бескемпірське родовище. 
Фабрика переробляє сировину, отриману з:
- родовища Акбакай, розробка якого ведеться підземним методом через шахти Головна та РЕШ-1. За проектом передбачена вибірка руди до глибини у 580 метрів (станом на середину 2010-х вже були вилучені всі запаси вище від горизонту 260 метрів), при цьому глибина шахти на Акбакаї становить не менш ніж 620 метрів;
- родовища Бескемпір (3 км на схід від Акбакаю), де споруджена шахта РЕШ-2, а проектна глибина вибірки руди має досягнути 390 метрів. Поряд розташоване родовища Аксакал, яке часто розглядають як складову загального родовища Бескемпір-Аксакал. Станом на середину 2010-х Аксакал до глибини у 120 метрів було охоплене виробітками шахти Головна, а подальша розробка мала довести глибину вибірки руди до 500 метрів;
- родовища Кар’єрне, що розробляється виключно відкритим методом;
- флотаційних хвостів старої збагачувальної фабрики Акбакайського ГОК.
Станом на 2015 рік державною комісією з запасів за Акбакай, Бескемпір-Аксакал та Кар’єрним рахувалось 64 тони балансових запасів золота (плюс 11,5 тон позабалансових), з яких 53% припадало на Акбакай. Крім того, як потенційні джерела сировини для фабрики Акбакайського рудника розглядались родовища Свєтинське (два десятки кілометрів на захід від Акбакаю) та Кендем (7 км на південь від Акбакаю) із балансовими запасами у 35 тон.
В 2022 році стала до ладу друга черга фабрики з вилучення золота, що довело загальну потужність до 1,2 млн тон. При цьому як джерело ресурсу мають бути кар’єр родовища Олімпійське та шахта родовища Східний Акбакай.